# Эффект Иоффе
Эффект Иоффе — повышение прочности кристаллов при сглаживании их поверхности.
«Сглаживание» достигается, например, медленным растворением кристалла в растворителе. При этом кристалл лучше всего растворяется вдоль микротрещин, при этом микротрещины исчезают.
Приложение растягивающей нагрузки к такому кристаллу уже не приводит к постепенному росту микротрещин вглубь. То есть для разрыва кристалла необходимо одновременно разорвать межмолекулярные связи в плоскости поперечного сечения кристалла, а не последовательно разрывать его вдоль множества микротрещин. Прочность кристалла при этом увеличивается в сотни раз (при уменьшении площади поперечного сечения).

## Иллюстрация
Целый лист бумаги очень трудно разорвать, просто растягивая в стороны руками, но тот же (или бо́льший) лист бумаги с боковым надрезом рвётся очень легко.

## История
Эффект открыт А. Ф. Иоффе в 1924 году. Кристалл поваренной соли (NaCl) после растворения микротрещин разрушался при напряжении 1,6⋅109 Н/м2, в то время как кристалл с трещинами — при 4,5⋅106 Н/м2 (в 355 раз меньшем).
Эффект подтвердил результаты, полученные в теоретических работах Макса Борна, которые до этого очень сильно расходились с экспериментальными.